# Comuna de Chojna
Chojna (polaco: Gmina Chojna) é uma gminy (comuna) na Polónia, na voivodia de Pomerânia Ocidental e no condado de Gryfiński.
De acordo com os censos de 2005, a comuna tem 13.951 habitantes, com uma densidade 41,9 hab/km².

## Área
Estende-se por uma área de 332,89 km².

## Demografia
Dados de 31 de Dezembro de 2005:
|                      | Total   | Total | Mulheres | Mulheres | Homens  | Homens |
| -------------------- | ------- | ----- | -------- | -------- | ------- | ------ |
|                      | pessoas | %     | pessoas  | %        | pessoas | %      |
| População            | 14072   | 100   | 6923     | 49,2     | 7149    | 50,8   |
| Densidade (pop./km²) | 42,3    | 100   | 20,8     | 20,8     | 21,5    | 21,5   |

De acordo com dados de 2002, o rendimento médio per capita ascendia a 1401,59 zł.